# SpinLaunch
SpinLaunch est une entreprise de développement de technologies de vol spatial qui développe un nouveau concept de lancement spatial partiellement sans fusée : une catapulte électromagnétique formée d'une centrifugeuse électrique à grande vitesse. En janvier 2020, l'entreprise avait levé 80 millions de dollars de financement auprès d'investisseurs tels que Kleiner Perkins (en), Google Ventures, Airbus Ventures, ATW Partners, Catapult Ventures, Lauder Partners, John Doerr et Byers Family. En 2025, elle annonce un projet de constellation de satellites nommé Meridian.

## Historique
SpinLaunch a été fondé en 2014 par Jonathan Yaney à Sunnyvale, en Californie. Le siège social actuel de la société se trouve à Long Beach, en Californie. En 2020, SpinLaunch poursuit le développement de son siège social de 13 000 m2 à Long Beach et de son installation d'essais à Spaceport America au Nouveau-Mexique, qu'elle a louée en 2019.
Fin 2021, SpinLaunch a été nommé l'un des « World's Best Employers in the Space Industry » par Everything Space, une plateforme de recrutement spécialisée dans l'industrie spatiale. En mars 2022, SpinLaunch a été classée parmi les 100 entreprises les plus influentes de 2022 par Time Magazine.
En avril 2022, SpinLaunch a reçu un contrat de la NASA pour lancer une charge utile en utilisant son système de lancement plus tard dans l'année,.

## Technologie
SpinLaunch développe un système de lancement spatial partiellement sans fusée, à énergie cinétique qui réduit la dépendance aux fusées chimiques traditionnelles, dans le but de réduire considérablement le coût d'accès à l'espace tout en augmentant la fréquence de lancement. Il s'agit d'une grande centrifugeuse électrique scellée sous vide qui fait tourner une petite fusée et sa charge utile, puis la relâche à 8 000 km/h. La fusée monte alors jusqu'à une altitude d'environ 61 km et ensuite allume ses moteurs pour atteindre une vitesse orbitale de 28 200 km/h. L'accélération maximale serait d'environ 10 000 g : la fusée et sa charge utile doivent être conçues pour supporter cette contrainte. En cas de succès, cette méthode devrait réduire le coût des lancements et utiliser beaucoup moins d'énergie, le prix d'un seul lancement spatial étant réduit d'un facteur de 20 à moins de 500 000 $,.
Néanmoins, une étude indique que cette méthode comporte des obstacles dus aux lois de la physique, portant essentiellement sur la capacité du lanceur et de sa charge utile à supporter les accélérations et la traînée hors normes subies, doutant de la faisabilité.

## Essais
Au Spaceport America au Nouveau-Mexique, le 22 octobre 2021, SpinLaunch a effectué le premier test vertical de son accélérateur à 20% de sa puissance maximale, lançant un projectile passif de 3,0 m de long à une altitude de « dizaines de milliers de pieds ». Ce prototype d'accélérateur mesure 33 m de diamètre, soit un tiers de la taille du système opérationnel en cours de conception,,.

## Constellation de satellites
En avril 2025, la compagnie annonce la commande de 280 micro satellites de 70 kilogrammes pour orbite basse (LEO) à Kongsberg NanoAvionics (122,5 million d'euros), pour sa constellation Meridian. Kongsberg Defence and Aerospace investit en retour 12 millions d'euros dans SpinLaunch ; NanoAvionics (en) est une société lituanienne détenue à 77% par Kongsberg. SpinLaunch vise 1 200 satellites positionnés à 830 km d'altitude, avec des lancements à partir de fusées conventionnelles sans recours au système par centrifugeuse.